# 1977-es Sanremói dalfesztivál
Az 1977-es Sanremói dalfesztivál, másnevén 27. Olasz Dalfesztivált (27º Festival della canzone italiana) 1977. március 3-5.-e közt tartották meg Sanremóban az Ariston Színházban, amit a Rai 1 (akkor Rete 1) közvetített Eurovízióban, a Radio 2 pedig rádión közvetített.
Ez volt az első alkalom, hogy a fesztivált az olasz televízió is színesben sugározta, ugyanis ettől az évtől a RAI felhagyott a saját színes televíziós rendszerének kísérletével és a PAL-rendszert kezdte használni.
Az első két estét a Radio 2 közvetítette, aminek a műsorvezetője Maria Giovanna Elmi volt. A televíziós műsorvezető Mike Bongiorno volt.
A fesztivál történetében először fordult elő, hogy az első három helyezett együttes volt: a Homo Sapiens, Collage és az I Santo California együttesek. A fesztivált a Homo Sapiens együttes nyerte meg Bella da morire (Halálosan szép) című dalukkal, amivel később az olasz slágerlista harmadik helyét érték él, míg a Collage Tu mi rubi l'anima dala a listát vezette.

## Versenyzők
| Előadó neve              | Legutóbbi részvétele a Fesztiválon |
| ------------------------ | ---------------------------------- |
| Collage                  | Új énekes                          |
| Daniela Davoli           | Új énekes                          |
| Donatella Rettore        | 1974                               |
| Homo Sapiens             | Új énekes                          |
| I Santo California       | Új énekes                          |
| Il Giardino dei Semplici | Új énekes                          |
| La Strana Società        | 1976                               |
| Leano Morelli            | 1976                               |
| Matia Bazar              | Új énekes                          |
| Santino Rocchetti        | 1976                               |
| Umberto Napolitano       | Új énekes                          |

## Eredmények
| Helyezés           | Előadó neve              | Dal címe           | Szerzők                                 | Kapott pontok |
| ------------------ | ------------------------ | ------------------ | --------------------------------------- | ------------- |
| 1°                 | Homo Sapiens             | Bella da morire    | R. Pareti e A. Salerno                  | 17            |
| 2°                 | Collage                  | Tu mi rubi l'anima | G. Padovan e A. De Sanctis              | 7             |
| 3°                 | I Santo California       | Monica             | P. Pinna, G. Simonelli e E. Palumbo     | 1             |
| Nem jutott döntőbe | Umberto Napolitano       | Con te ci sto      | U. Napolitano                           |               |
| Nem jutott döntőbe | Santino Rocchetti        | Dedicato a te      | S. Rocchetti e A. Lo Vecchio            |               |
| Nem jutott döntőbe | Daniela Davoli           | E invece con te    | D. Davoli e M. Zarrillo                 |               |
| Nem jutott döntőbe | Albatros                 | Gran Premio        | M. Vasseur, V. Pallavicini e T. Cutugno |               |
| Nem jutott döntőbe | Leano Morelli            | Io ti porterei     | L. Morelli                              |               |
| Nem jutott döntőbe | Matia Bazar              | Ma perché          | C. Marrale, P. Cassano e A. Stellita    |               |
| Nem jutott döntőbe | Il Giardino dei Semplici | Miele              | G. Bigazzi e T. Savio                   |               |
| Nem jutott döntőbe | Donatella Rettore        | Oh Carmela         | D. Rettore e C. Rego                    |               |
| Nem jutott döntőbe | La Strana Società        | Tesoro mio         | L. Albertelli, C. Conti e F. Cassano    |               |

## Vendégelőadók
A fesztivál három estéjén az alábbi énekesek léptek fel vendégként:
- Domenico Modugno
- Barry White
- Iva Zanicchi
- Marcella
- Wess és Dori Ghezzi
- Daniel Sentacruz Ensemble
- Juli & Julie
- Rick Dees
- West Machines
- John Miles
- Chocolat's

## Fordítás
- Ez a szócikk részben vagy egészben  a   Festival di Sanremo 1977 című olasz Wikipédia-szócikk ezen változatának fordításán alapul.  Az eredeti cikk szerkesztőit annak laptörténete sorolja fel. Ez a jelzés csupán a megfogalmazás eredetét és a szerzői jogokat jelzi, nem szolgál a cikkben szereplő információk forrásmegjelöléseként.